# Stenus carolinus
Stenus carolinus är en skalbaggsart som beskrevs av Max Bernhauer. Stenus carolinus ingår i släktet Stenus och familjen kortvingar. Inga underarter finns listade i Catalogue of Life.